# 신 유타로
신 유타로(일본어: 新 裕太朗, 1990년 3월 11일 ~ )는 일본의 축구 선수이다.

## 구단 경력
과거 후쿠시마 유나이티드 FC, 아술 클라로 누마즈에서 활동하였다.